# ALICE (装備)
ALICE（All-Purpose Lightweight Individual Carrying Equipment）は、M-1956 Individual Load-Carrying Equipment（ILCE）とM-1967 Modernized Load-Carrying Equipment（MLCE）を置き換えるために、1973年1月17日にアメリカ合衆国陸軍規格Aとして採用された個人装備運搬具のセットである。90年代後半にMOLLEに取って代わられたものの、ALICEギアはアメリカ陸軍州兵、また海軍と空軍の一部の地上部隊で現在も限定的に使用されている。俗にLC-1またはLC-2、LC-2Aと呼ばれている。

## 装備構成
ALICE装備は以下のコンポーネントで構成されていた。
- Belt, Individual Equipment, LC-1 (NSN 8465-00-001-6487-series)
- Carrier, Intrenching Tool, LC-1 (NSN 8465-00-001-6474)
- Case, Field First Aid Dressing, LC-1 (NSN 8465-00-935-6814)
- Case, Small Arms Ammunition, LC-1 (NSN 8465-00-001-6482), quantity two.
- Cover, Water Canteen, LC-1 (NSN 8465-00-860-0256)
- Suspenders, Individual Equipment Belt, LC-1 (NSN 8465-00-001-6471)

個人装備:ベルト
ベルトはアーミーシェイド7":オリーブドラブ-ナイロンウェビングで構成され、黒く塗られた金属製の金具と緑または黒のプラスチック製の金具が付いている。Mサイズはウエストが30インチ（76cm）未満の兵士用、Lサイズはウエストが30インチ（76cm）以上の兵士用である。ベルトの長さは、ベルトを開いたときにベルトに沿ってスライドする調整クランプによって、両端で調整される。ALICEシステムのベルト装着部品は、スライドキーパーでベルトに装着される。スライドキーパーは、俗にアリスクリップと呼ばれる。ベルトの最下段のはとめは、M-1910ダブルフックを持つ装備品の取り付けを可能にする。個人装備ベルトの上部に沿って設けられたはとめは、個人装備ベルトのサスペンダーを装着するためのものとなっている。
1981年、緑色のプラスチック製クイックリリースバックルを備えた新しいベルト、個人装備: LC-2が登場し、国家在庫番号8465-01-120-0674（中）と8465-01-120-0675（大）が付与された。
個人装備:シャベルキャリアー
シャベルキャリアーはEVAで成形され、トップフラップは2つの金属スナップファスナーで固定される。また、2つのスライドキーパーにより、ベルトなどに取り付けることができる。このツールキャリアは、軽量で折りたたみ可能なIntrenching Tool, Hand (NSN 5120-00-878-5932) を収納できるよう設計されている。
個人装備:フィールドメディキット/磁気コンパス
ファーストエイドドレッシング/コンパスケースとしても知られている救急ケースは、アーミーシェード106オリーブグリーン撥水処理7.25オンス（206g）ナイロンダックで構成されている。フラップを開いた状態で長さ8+1⁄2インチ（22cm）、幅約4+1⁄2インチ（11cm）、深さ4インチ（10cm）のポケットを形成している。金属製のスナップ式ファスナーで開閉し、スライドキーパー1つで個人用装備品ベルトまたは個人用装備品ベルトサスペンダーに取り付けられる。フィールド救急ドレッシングケースは、ドレッシング、ファーストエイド、フィールド（NSN 6510-00-159-4883）またはコンパス、磁気、非装着（NSN 6605-00-151-5337） のいずれかを収容するように設計されている。
個人装備: マグポーチ
マグポーチすなわち小銃弾薬ケースは、5.56ミリM16A1小銃で使用される30連弾倉（NSN 1005-00-921-5004）3本を収納するよう設計されている。ナイロンダックとウェビングで構成され、前面、背面、蓋にポリエステルシートの補強材が入っている。各弾倉は、ケース上部を仕切っている幅3/4インチ（1.9cm）のウェビングスペーサーによって固定される。蓋はプラスチックのラッチで閉じられる。手榴弾キャリングポケットが外面の両側にあり、ナイロン製のウェブストラップと金属製のスナップファスナーで固定される。背面上部には、金属製のはとめが付いたタブがあり、そこにサスペンダーが取り付けられる。背面中ほどのスライドキーパーで装備ベルトに装着される。
個人装備:水筒/カバー
水筒カバーは、ナイロン布とウェビング、アクリルパイルライナー素材で作られている。2つのフラップは、金属製のスナップファスナーで固定されている。カバーの前面には、浄水タブレットを携帯するための小さなポケットがある。この小さなポケットの蓋は、ホックとパイルファスナーテープで固定される。水筒カバーは、スライドキーパーで装備ベルトに装着される。水筒カバーは、飲料水用キャンティーン（NSN 8465-00-889-3477）に対応するように設計されている。1975年、水筒カバーのLC-1の呼称は、いくつかの細かい設計変更によりLC-2に変更された。国家在庫番号は変わらない。
個人装備:ベルト用サスペンダー
個人装備ベルト用サスペンダーはY字型で、3本の調整ストラップがあるが、背面ストラップの先端が二股になっているので、個人装備ベルト・小銃弾薬ケースなど取り付けは4箇所となっている。ショルダーストラップはスペーサークロスでパッド入りとなっており、各ショルダーストラップには、ウェブループと、調整ストラップが通る前面と背面の各1箇所に滑り止めのバックルが付いている。ストラップ前面のウェブループとバックルの間には、長方形の金属リングが配置されている。幅1インチ（2.5cm）のアジャストストラップは、片方の端にスナップホックがついている。背面の調整用ストラップは逆V字型をしており、その両端にはスナップフックがついている。各調整ストラップの周囲には、1インチ（2.5cm）の伸縮性素材でできたループがある。1991年、この個人用装備品ベルトサスペンダーは、大きな変更はなくLC-2に指定し直された。小さな変更としては、4つのスナップフックと2つの長方形のリングに（真鍮ではなく）スチールを使用したことが挙げられる。
- アルゼンチン
- ブラジル[5]
- コロンビア
- キプロス
- ドミニカ共和国
- エルサルバドル[6]
- ジョージア
- ホンジュラス
- イラン
- イラク
- イタリア
- ジャマイカ
- クウェート
- ラトビア[7]
- リベリア
- メキシコ
- ニカラグア
- パナマ:en:Panama Defense Forces soldiers wore locally produced copies.
- パラグアイ
- フィリピン
- サウジアラビア
- タイ

## その他
- ウィキメディア・コモンズには、ALICE (装備)に関するカテゴリがあります。